# Olympische Sommerspiele 2000/Schießen
Bei den XXVII. Olympischen Sommerspielen 2000 in Sydney fanden 17 Wettbewerbe im Sportschießen statt, davon zehn für Männer und sieben für Frauen. Austragungsort war das International Shooting Centre im Vorort Cecil Park in der City of Fairfield.

## Bilanz

### Medaillenspiegel
| Platz | Land               | Gold | Silber | Bronze | Gesamt |
| ----- | ------------------ | ---- | ------ | ------ | ------ |
| 1     | China              | 3    | 2      | 3      | 8      |
| 2     | Bulgarien          | 2    | –      | –      | 2      |
| 2     | Schweden           | 2    | –      | –      | 2      |
| 4     | Russland           | 1    | 3      | 2      | 6      |
| 5     | Australien         | 1    | 1      | 1      | 3      |
| 6     | Frankreich         | 1    | 1      | –      | 2      |
| 6     | Großbritannien     | 1    | 1      | –      | 2      |
| 8     | Vereinigte Staaten | 1    | –      | 2      | 3      |
| 9     | Aserbaidschan      | 1    | –      | –      | 1      |
| 9     | Litauen            | 1    | –      | –      | 1      |
| 9     | Polen              | 1    | –      | –      | 1      |
| 9     | Slowenien          | 1    | –      | –      | 1      |
| 9     | Ukraine            | 1    | –      | –      | 1      |
| 14    | Belarus            | –    | 1      | 3      | 4      |
| 15    | Italien            | –    | 1      | 1      | 2      |
| 15    | Tschechien         | –    | 1      | 1      | 2      |
| 17    | Dänemark           | –    | 1      | –      | 1      |
| 17    | Finnland           | –    | 1      | –      | 1      |
| 17    | Moldau             | –    | 1      | –      | 1      |
| 17    | Schweiz            | –    | 1      | –      | 1      |
| 17    | BR Jugoslawien     | –    | 1      | –      | 1      |
| 17    | Südkorea           | –    | 1      | –      | 1      |
| 23    | Kuwait             | –    | –      | 1      | 1      |
| 23    | Norwegen           | –    | –      | 1      | 1      |
| 23    | Rumänien           | –    | –      | 1      | 1      |
| 23    | Ungarn             | –    | –      | 1      | 1      |

### Medaillengewinner
| Konkurrenz                           | Gold              | Silber               | Bronze            |
| ------------------------------------ | ----------------- | -------------------- | ----------------- |
| Kleinkaliber Dreistellungskampf 50 m | Rajmond Debevec   | Juha Hirvi           | Harald Stenvaag   |
| Kleinkaliber liegend 50 m            | Jonas Edman       | Torben Grimmel       | Sjarhej Martynau  |
| Laufende Scheibe 10 m                | Yang Ling         | Oleg Moldovan        | Niu Zhiyuan       |
| Luftgewehr 10 m                      | Cai Yalin         | Artjom Chadschibekow | Jewgeni Aleinikow |
| Freie Pistole 50 m                   | Tanju Kirjakow    | Ihar Bassinski       | Martin Tenk       |
| Schnellfeuerpistole 25 m             | Sergei Alifirenko | Michel Ansermet      | Iulian Raicea     |
| Luftpistole 10 m                     | Franck Dumoulin   | Wang Yifu            | Ihar Bassinski    |
| Skeet                                | Mykola Miltschew  | Petr Málek           | James Graves      |
| Trap                                 | Michael Diamond   | Ian Peel             | Giovanni Pellielo |
| Doppel-Trap                          | Richard Faulds    | Russell Mark         | Fehaid al-Deehani |

| Konkurrenz                           | Gold                    | Silber            | Bronze              |
| ------------------------------------ | ----------------------- | ----------------- | ------------------- |
| Kleinkaliber Dreistellungskampf 50 m | Renata Mauer            | Tatjana Goldobina | Marija Feklistowa   |
| Luftgewehr 10 m                      | Nancy Johnson           | Kang Cho-hyun     | Gao Jing            |
| Sportpistole 25 m                    | Marija Grosdewa         | Tao Luna          | Lalita Jauhleuskaja |
| Luftpistole 10 m                     | Tao Luna                | Jasna Šekarić     | Annemarie Forder    |
| Skeet                                | Zemfira Meftachetdinowa | Swetlana Djomina  | Diána Igaly         |
| Trap                                 | Daina Gudzinevičiūtė    | Delphine Racinet  | Gao E               |
| Doppel-Trap                          | Pia Hansen              | Deborah Gelisio   | Kim Rhode           |

## Ergebnisse Männer

### Kleinkaliber Dreistellungskampf 50 m
| Platz | Land | Sportler             | Punkte      |
| ----- | ---- | -------------------- | ----------- |
| 1     | SLO  | Rajmond Debevec      | 1275,1 (OR) |
| 2     | FIN  | Juha Hirvi           | 1270,5      |
| 3     | NOR  | Harald Stenvaag      | 1268,6      |
| 4     | RUS  | Artjom Chadschibekow | 1268,2      |
| 5     | UKR  | Artur Ajwasjan       | 1266,6      |
| 6     | GER  | Christian Bauer      | 1266,0      |
| 7     | RUS  | Jewgeni Aleinikow    | 1265,5      |
| 8     | SVK  | Jozef Gönci          | 1261,3      |
| 9     | AUT  | Mario Knögler        | 1164        |
|       |      |                      |             |
| 12    | AUT  | Thomas Farnik        | 1162        |
| 25    | GER  | Maik Eckhardt        | 1157        |

Datum: 23. September 2000

44 Teilnehmer aus 29 Ländern

### Kleinkaliber liegend 50 m
| Platz | Land | Sportler             | Punkte |
| ----- | ---- | -------------------- | ------ |
| 1     | SWE  | Jonas Edman          | 701,3  |
| 2     | DEN  | Torben Grimmel       | 700,4  |
| 3     | BLR  | Sjarhej Martynau     | 700,3  |
| 4     | GER  | Maik Eckhardt        | 699,8  |
| 5     | CZE  | Václav Bečvář        | 699,7  |
| 6     | RUS  | Artjom Chadschibekow | 699,2  |
| 7     | TKM  | Igor Pirekeyev       | 699,2  |
| 8     | FRA  | Philippe Joualin     | 699,0  |
| 9     | AUT  | Mario Knögler        | 596    |
|       |      |                      |        |
| 25    | GER  | Swen Schuller        | 592    |
| 44    | AUT  | Thomas Farnik        | 585    |

Datum: 21. September 2000

53 Teilnehmer aus 37 Ländern

### Laufende Scheibe 10 m
| Platz | Land | Sportler         | Punkte |
| ----- | ---- | ---------------- | ------ |
| 1     | CHN  | Yang Ling        | 681,1  |
| 2     | MDA  | Oleg Moldovan    | 681,0  |
| 3     | CHN  | Niu Zhiyuan      | 677,4  |
| 4     | FIN  | Pasi Wedman      | 672,1  |
| 5     | RUS  | Dmitri Lykin     | 671,7  |
| 6     | GER  | Manfred Kurzer   | 671,3  |
| 7     | RUS  | Igor Kolessow    | 667,5  |
| 8     | CZE  | Miroslav Januš   | 666,8  |
|       |      |                  |        |
| 12    | GER  | Michael Jakosits | 570    |

### Luftgewehr 10 m

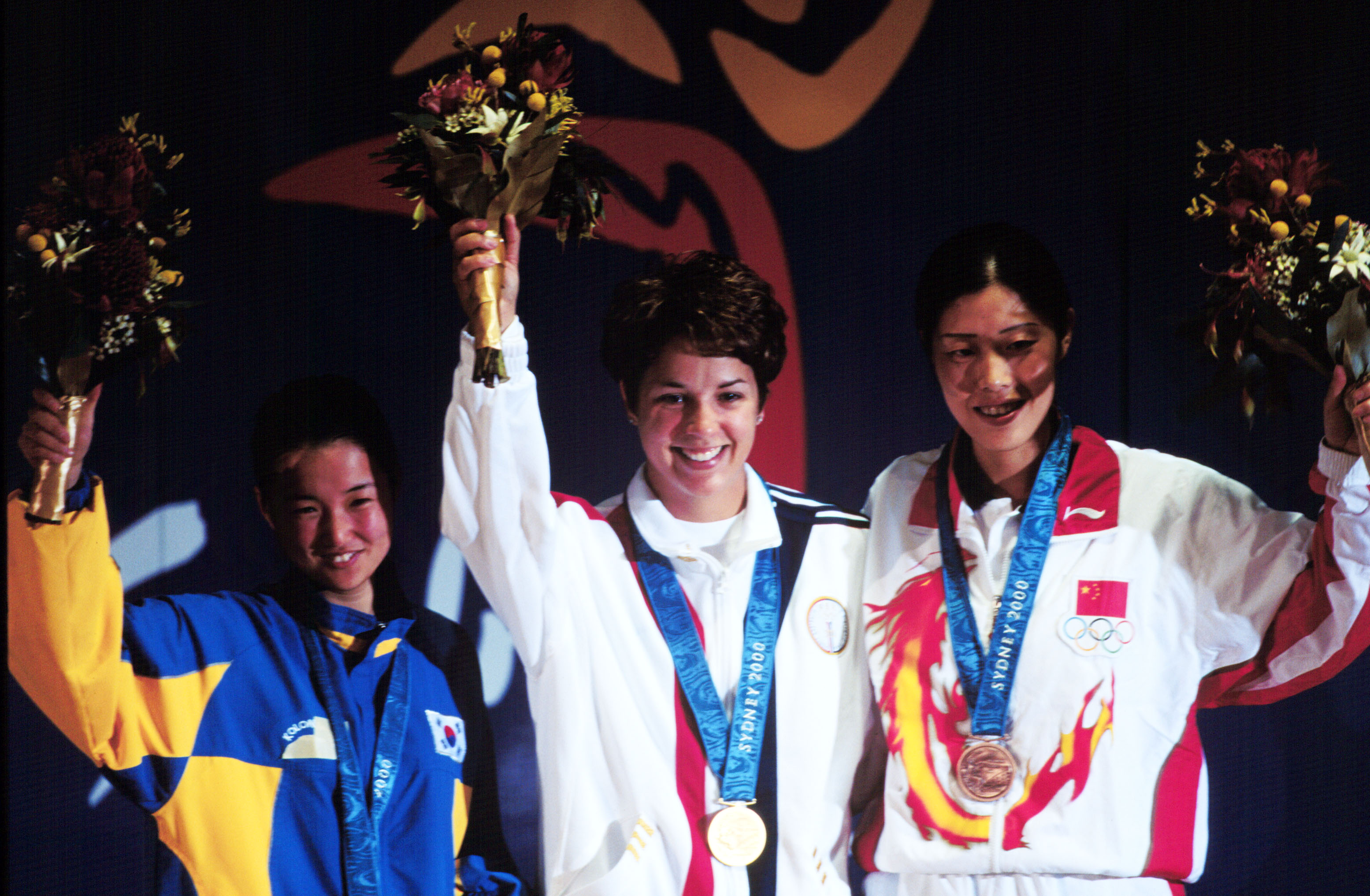
Siegerehrung, v. l. n. r.: Kang, Johnson, Gao

| Platz | Land | Sportler             | Punkte     |
| ----- | ---- | -------------------- | ---------- |
| 1     | CHN  | Cai Yalin            | 696,4 (OR) |
| 2     | RUS  | Artjom Chadschibekow | 695,1      |
| 3     | RUS  | Jewgeni Aleinikow    | 693,8      |
| 4     | BLR  | Anatoli Klimenko     | 693,4      |
| 5     | USA  | Jason Parker         | 693,1      |
| 6     | BIH  | Nedžad Fazlija       | 692,7      |
| 7     | NOR  | Leif Steinar Rolland | 692,2      |
| 8     | UKR  | Artur Ajwasjan       | 692,0      |
| 9     | AUT  | Mario Knögler        | 591        |
|       |      |                      |            |
| 15    | GER  | Norbert Ettner       | 589        |
| 18    | AUT  | Thomas Farnik        | 588        |
| 18    | AUT  | Wolfram Waibel jr.   | 588        |
| 37    | GER  | Ferdinand Stipberger | 584        |
| 41    | LIE  | Oliver Geissmann     | 582        |

Datum: 18. September 2000

46 Teilnehmer aus 33 Ländern

### Freie Pistole 50 m
| Platz | Land | Sportler                   | Punkte |
| ----- | ---- | -------------------------- | ------ |
| 1     | BUL  | Tanju Kirjakow             | 666,0  |
| 2     | BLR  | Ihar Bassinski             | 663,3  |
| 3     | CZE  | Martin Tenk                | 662,5  |
| 4     | RUS  | Wladimir Gontscharow       | 662,2  |
| 5     | UZB  | Dilshod Mukhtarov          | 662,0  |
| 6     | CHN  | Wang Yifu                  | 659,0  |
| 7     | ITA  | Roberto Di Donna           | 657,3  |
| 8     | KAZ  | Wladimir Gutschscha        | 655,8  |
|       |      |                            |        |
| 20    | GER  | Hans-Jürgen Bauer-Neumaier | 553    |
| 32    | GER  | Artur Gevorgjan            | 543    |

Datum: 19. September 2000

36 Teilnehmer aus 27 Ländern

### Schnellfeuerpistole 25 m
| Platz | Land | Sportler             | Punkte |
| ----- | ---- | -------------------- | ------ |
| 1     | RUS  | Sergei Alifirenko    | 687,6  |
| 2     | SUI  | Michel Ansermet      | 686,1  |
| 3     | ROM  | Iulian Raicea        | 684,6  |
| 4     | BUL  | Emil Milew           | 684,5  |
| 5     | GER  | Ralf Schumann        | 683,3  |
| 6     | BLR  | Oleg Chwazowas       | 682,4  |
| 7     | POL  | Krzysztof Kucharczyk | 682,2  |
| 8     | LAT  | Afanasijs Kuzmins    | 681,3  |
| 9     | GER  | Daniel Leonhard      | 584    |

Datum: 20. und 21. September 2000

20 Teilnehmer aus 17 Ländern

### Luftpistole 10 m
| Platz | Land | Sportler                   | Punkte     |
| ----- | ---- | -------------------------- | ---------- |
| 1     | FRA  | Franck Dumoulin            | 688,9 (OR) |
| 2     | CHN  | Wang Yifu                  | 686,9      |
| 3     | BLR  | Ihar Bassinski             | 682,7      |
| 4     | RUS  | Michail Nestrujew          | 682,3      |
| 5     | FRA  | Stéphane Gagne             | 682,0      |
| 6     | ITA  | Roberto Di Donna           | 680,5      |
| 7     | POR  | João Costa                 | 679,4      |
| 8     | BUL  | Tanju Kirjakow             | 676,8      |
|       |      |                            |            |
| 20    | GER  | Hans-Jürgen Bauer-Neumaier | 575        |
| 20    | GER  | Artur Gevorgjan            | 575        |

Datum: 16. September 2000

43 Teilnehmer aus 30 Ländern

### Skeet
| Platz | Land | Sportler            | Punkte   |
| ----- | ---- | ------------------- | -------- |
| 1     | UKR  | Mykola Miltschew    | 150 (WR) |
| 2     | CZE  | Petr Málek          | 148      |
| 3     | USA  | James Graves        | 147      |
| 4     | NED  | Hennie Dompeling    | 146      |
| 5     | ITA  | Andrea Benelli      | 146      |
| 6     | QAT  | Nasser Al-Attiyah   | 145      |
| 7     | KAZ  | Sergei Jakschin     | 122      |
| 8     | CYP  | Antonis Andreou     | 122      |
|       |      |                     |          |
| 14    | GER  | Jan-Henrik Heinrich | 121      |

Datum: 22. und 23. September 2000

49 Teilnehmer aus 36 Ländern

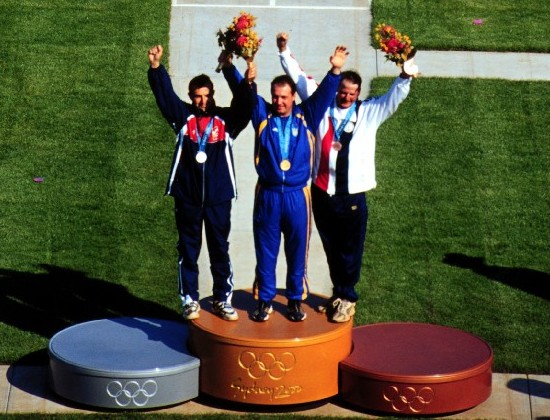
Siegerehrung, v. l. n. r.: Málek, Miltschew, Graves

Nasser Al-Attiyah gewann über ein Jahrzehnt später zweimal die Rallye Dakar.

### Trap
| Platz | Land | Sportler          | Punkte |
| ----- | ---- | ----------------- | ------ |
| 1     | AUS  | Michael Diamond   | 147    |
| 2     | GBR  | Ian Peel          | 142    |
| 3     | ITA  | Giovanni Pellielo | 140    |
| 4     | KUW  | Khaled al-Mudhaf  | 139    |
| 5     | ITA  | Marco Venturini   | 138    |
| 6     | CZE  | David Kostelecký  | 138    |
| 7     | COL  | Danilo Caro       | 115    |
| 8     | FRA  | Christophe Vicard | 115    |
| 9     | GER  | Thomas Fichtner   | 114    |
|       |      |                   |        |
| 13    | GER  | Waldemar Schanz   | 113    |

Datum: 16. und 17. September 2000

41 Teilnehmer aus 28 Ländern

### Doppel-Trap
| Platz | Land | Sportler          | Punkte |
| ----- | ---- | ----------------- | ------ |
| 1     | GBR  | Richard Faulds    | 187    |
| 2     | AUS  | Russell Mark      | 187    |
| 3     | KUW  | Fehaid al-Deehani | 186    |
| 4     | SWE  | Conny Persson     | 184    |
| 5     | HUN  | Roland Gerebics   | 180    |
| 6     | USA  | Lance Bade        | 179    |
| 7     | GER  | Waldemar Schanz   | 136    |
| 8     | ITA  | Marco Innocenti   | 135    |

Datum: 20. September 2000

25 Teilnehmer aus 20 Ländern

## Ergebnisse Frauen

### Kleinkaliber Dreistellungskampf 50 m
| Platz | Land | Sportlerin          | Punkte |
| ----- | ---- | ------------------- | ------ |
| 1     | POL  | Renata Mauer        | 684,6  |
| 2     | RUS  | Tatjana Goldobina   | 680,9  |
| 3     | RUS  | Marija Feklistowa   | 679,9  |
| 4     | GER  | Sonja Pfeilschifter | 678,5  |
| 5     | CHN  | Shan Hong           | 676,9  |
| 6     | DEN  | Anni Bisso          | 675,6  |
| 7     | KAZ  | Olga Dowgun         | 674,2  |
| 8     | USA  | Melissa Mulloy      | 673,7  |
|       |      |                     |        |
| 11    | GER  | Alexandra Schneider | 578    |
| 17    | GER  | Petra Horneber      | 575    |
| 17    | SUI  | Oriana Scheuss      | 575    |
| 23    | SUI  | Gaby Bühlmann       | 572    |

Datum: 20. September 2000

42 Teilnehmerinnen aus 28 Ländern

### Luftgewehr 10 m
| Platz | Land | Sportlerin          | Punkte |
| ----- | ---- | ------------------- | ------ |
| 1     | USA  | Nancy Johnson       | 497,7  |
| 2     | KOR  | Kang Cho-hyun       | 497,5  |
| 3     | CHN  | Gao Jing            | 497,2  |
| 4     | RUS  | Ljubow Galkina      | 496,7  |
| 5     | GER  | Sonja Pfeilschifter | 495,9  |
| 6     | USA  | Jayme Dickman       | 495,4  |
| 7     | KOR  | Choi Dae-young      | 493,1  |
| 8     | IND  | Anjali Vedpathak    | 493,1  |
| 9     | AUT  | Monika Haselsberger | 393    |
| 9     | GER  | Petra Horneber      | 393    |
|       |      |                     |        |
| 28    | SUI  | Gaby Bühlmann       | 390    |
| 36    | SUI  | Oriana Scheuss      | 388    |

Datei: 16. September 2000

49 Teilnehmerinnen aus 35 Ländern

### Sportpistole 25 m
| Platz | Land | Sportlerin           | Punkte |
| ----- | ---- | -------------------- | ------ |
| 1     | BUL  | Marija Grosdewa      | 690,3  |
| 2     | CHN  | Tao Luna             | 689,8  |
| 3     | BLR  | Lalita Jauhleuskaja  | 686,0  |
| 4     | BLR  | Julija Alipawa       | 685,9  |
| 5     | JPN  | Michiko Fukushima    | 684,8  |
| 6     | MGL  | Otrjadyn Gündegmaa   | 680,9  |
| 7     | JPN  | Yoko Inada           | 679,6  |
| 8     | CHN  | Cai Yeqing           | 678,8  |
|       |      |                      |        |
| 18    | GER  | Carmen Meininger     | 576    |
| 39    | GER  | Anke Völker-Schumann | 576    |

Datum: 22. September 2000

42 Teilnehmerinnen aus 28 Ländern

### Luftpistole 10 m
| Platz | Land | Sportlerin           | Punkte |
| ----- | ---- | -------------------- | ------ |
| 1     | CHN  | Tao Luna             | 488,2  |
| 2     | YUG  | Jasna Šekarić        | 486,5  |
| 3     | AUS  | Annemarie Forder     | 484,0  |
| 4     | RUS  | Swetlana Smirnowa    | 483,7  |
| 5     | JPN  | Michiko Fukushima    | 483,7  |
| 6     | KAZ  | Dina Aspandijarowa   | 483,7  |
| 7     | RUS  | Olga Kusnezowa       | 482,4  |
| 8     | JPN  | Yoko Inada           | 481,2  |
|       |      |                      |        |
| 21    | GER  | Anke Völker-Schumann | 378    |
| 32    | GER  | Carmen Meininger     | 373    |

Datum: 17. September 2000

45 Teilnehmerinnen aus 32 Ländern

### Skeet
| Platz | Land | Sportlerin              | Punkte  |
| ----- | ---- | ----------------------- | ------- |
| 1     | AZE  | Zemfira Meftachetdinowa | 98 (OR) |
| 2     | RUS  | Swetlana Djomina        | 95      |
| 3     | HUN  | Diána Igaly             | 93      |
| 4     | AUS  | Tash Lonsdale           | 93      |
| 5     | USA  | Cindy Shenberger        | 92      |
| 6     | RUS  | Erdschanik Awetisjan    | 92      |
| 7     | USA  | Kim Rhode               | 69      |
| 8     | CHN  | Zhang Shan              | 69      |

Datum: 21. September 2000

13 Teilnehmerinnen aus 11 Ländern

### Trap
| Platz | Land | Sportlerin           | Punkte  |
| ----- | ---- | -------------------- | ------- |
| 1     | LTU  | Daina Gudzinevičiūtė | 93 (OR) |
| 2     | FRA  | Delphine Racinet     | 92      |
| 3     | CHN  | Gao E                | 90      |
| 4     | BEL  | Anne Focan           | 88      |
| 5     | GER  | Susanne Kiermayer    | 86      |
| 6     | RUS  | Jelena Tkatsch       | 64      |
| 7     | SMR  | Emanuela Felici      | 64      |
| 8     | SWE  | Pia Hansen           | 64      |

Datum: 18. September 2000

17 Teilnehmerinnen aus 15 Ländern

### Doppel-Trap
| Platz | Land | Sportlerin        | Punkte   |
| ----- | ---- | ----------------- | -------- |
| 1     | SWE  | Pia Hansen        | 148 (OR) |
| 2     | ITA  | Deborah Gelisio   | 144      |
| 3     | USA  | Kim Rhode         | 139      |
| 4     | TPE  | Lin Yi-Chun       | 134      |
| 5     | CAN  | Cynthia Meyer     | 134      |
| 6     | USA  | Cindy Gentry      | 130      |
| 7     | BEL  | Anne Focan        | 99       |
| 8     | CHN  | Zhang Yafei       | 98       |
| 9     | GER  | Susanne Kiermayer | 98       |

Datum: 19. September 2000

17 Teilnehmerinnen aus 12 Ländern